# Pseudoips nereida
Pseudoips nereida är en fjärilsart som beskrevs av Max Wilhelm Karl Draudt 1950. Pseudoips nereida ingår i släktet Pseudoips och familjen trågspinnare. Inga underarter finns listade.